# 原案
原案（げんあん）とは、議論や検討にかけるために考案された最初の段階の案、アイディア。たたき台（叩き台）とも言われる。決定案、修正案等とは対を成す。

## 概要
理想的には、基本方針に基づいて原案を練り、議論の場においては様々な角度から検討し、実際的な問題点を洗い出し、それらに対応した修正を経て決定される。議決を行う場合、修正案を先にする。ただし日本の企業風土においては、現実的には原案の段階で検討が済んでおり議論ではなく再確認および承認の場になる場合もある。

## 備考
創作の世界では、作品化される物語やキャラクターの元となる大まかな設定やデザインを考案する人物、作品そのものを指すことが多い。メディアミックスがなされる場合に、作者や権利元・提案元である企業の地位を「原案」とする場合もある。多くの場合、原作または原作者よりは、立場が弱いか、あるいは遠い位置関係を示す。
例として、ライトノベルがアニメ化された場合、元の文章の執筆者が「原作」、キャラクターデザインおよびイラストの執筆者が「キャラクター原案」または「原作イラスト」といった形でクレジットされる場合が多い。